# Babeșova–Bolyaiova univerzita
Babeșova–Bolyaiova univerzita (rumunsky: Universitatea Babeș-Bolyai; maďarsky: Babeș-Bolyai Tudományegyetem) je veřejná výzkumná univerzita v rumunském městě Kluž. Vznikla roku 1959 sloučením maďarskojazyčné Bolyaiovy univerzity (založena 1945) a rumunskojazyčné Univerzity Victora Babeșe (založena 1919). Obě navazovaly na starší klužské instituce – Univerzitu Františka Josefa založenou roku 1872 a Jezuitskou akademii v Kolozsváru založenou roku 1579. Jde o největší (asi 50 tisíc studentů) a nejlépe hodnocenou rumunskou univerzitu – například v žebříčku QS World University Rankings 2024 byla vyhodnocena jako nejlepší vysoká škola v Rumunsku, patnáctá nejlepší ve východní Evropě a 260. v Evropě. Nese jméno dvou významných osobností, rumunského bakteriologa Victora Babeșe a maďarského matematika Jánose Bolyaie. V roce 1995 univerzita přešla na velmi mezinárodní model a vyučuje krom rumunštiny a maďarštiny též v němčině, výjimečně též ve francouzštině, italštině, angličtině, španělštině a japonštině. Od začátku 90. let se počet studentů zečtyřnásobil. Původní maďarsko-rumunské etnické kvóty v počtu pedagogů a členů akademického senátu jsou nicméně stále dodržovány. Maďarská sekce má jistou autonomii. Etnické napětí a debaty o rozdělení se čas od času objeví. Škola je rozčleněna na 22 fakult. Nejvíce zahraničních studentů přichází z Moldavska a Ukrajiny. Ke známým absolventům univerzity patří například básnířka Ana Blandiana, olympijské vítězky Gabriela Szabóová a Sandra Izbașaová, prezident Klaus Iohannis nebo premiéři Emil Boc a Victor Ciorbea.